# 中国民主建国会辽宁省委员会
中国民主建国会辽宁省委员会，简称民建辽宁省委、辽宁民建，是中国民主建国会在辽宁省的地方组织。